# Mniobia lobata
Mniobia lobata is een raderdiertjessoort uit de familie Philodinidae. De wetenschappelijke naam van deze soort is voor het eerst geldig gepubliceerd in 1967 door Haigh.